# الدوري النرويجي لكرة السلة
الدوري النرويجي لكرة السلة هو دوري كرة سلة للمحترفين في النرويج تأسس في 2000 يلعب فيه 8 فرق. يعتبر فريق أسكر إيلينز هو الأكثر تتويجا باللقب.

## أبرز الفرق
- أسكر إيلينز

## وصلات خارجية
- الموقع الإلكتروني